# Foisches
Foisches település Franciaországban, Ardennes megyében. Lakosainak száma 254 fő (2022. január 1.). Foisches Aubrives, Chooz, Givet és Ham-sur-Meuse községekkel határos.

## Népesség
A település népességének változása:
| Lakosok száma | 212  | 190  | 215  | 209  | 211  | 198  | 204  | 238  | 242  | 254  |
|               | 1968 | 1982 | 1990 | 2006 | 2013 | 2015 | 2017 | 2019 | 2020 | 2022 |